# NGC 101
NGC 101 (другие обозначения — ESO 350-14, MCG −5-2-3, IRAS00214-3248, PGC 1518) — спиральная галактика с перемычкой (SBc) в созвездии Скульптор.
Этот объект входит в число перечисленных в оригинальной редакции «Нового общего каталога».
Галактика была открыта английским астрономом Джоном Гершелем 25 сентября 1834.